# Buchnera quadrifaria
Buchnera quadrifaria är en snyltrotsväxtart som beskrevs av John Gilbert Baker. Buchnera quadrifaria ingår i släktet Buchnera och familjen snyltrotsväxter. Inga underarter finns listade i Catalogue of Life.